# Valentin de Boulogne
Valentin de Boulogne, também conhecido como Jean de Boulogne (Coulommiers, 1591 - Roma, 1632), foi um pintor francês da época barroca.
Valentim nasceu em Coulommiers. Supõe-se que terá partido para Roma em 1612, embora a primeira menção específica a s em Itália esteja no Stati d'anime de 1620, quando vivia na paróquia de Santa Maria del Popolo.
Em Itália recebeu a influência de Michelangelo Merisi da Caravaggio e Bartolomeo Manfredi, e estudou com Simon Vouet. Fez parte de um grupo de pintores nórdicos chamado «Bentvögel», que tinha por lema: «Por Baco, pelo tabaco e por Vénus». Deste modo entrou em contacto com os ambientes populares da Cidade Eterna, que representou nos seus quadros de costumes. Morreu em Roma.

## Obra
Considera-se Valentin de Boulogne como o mais destacado caravagista francês. Assumiu o claro-escuro próprio de Caravaggio, embora colocando-o de forma ordenada e geométrica, interessando-se pelos efeitos táteis e pela beleza dos modelos. Os temas dos seus quadros são as cenas do quotidiano e as pinturas religiosas. Entre as suas obras encontram-se:
- Peleja de jogadores de cartas, Museu de Belas Artes, Tours
- O bar, Gemäldegalerie Alte Meister, Dresden
- Músicos e soldados, Museu de Belas Artes, Estrasburgo
- Julgamento de Salomão, Museu do Louvre, Paris
- Judite e Holofernes, Museu Nacional, La Valletta
- David com a cabeça de Golias e dois soldados, 1620-1622, Museu Thyssen-Bornemisza, Madrid
- Concerto numa pedra com baixo-relevo, 1622-1625
- São João e Jesus na Última Ceia, 1625-1626
- Moisés, 1627-32, Museu de História da Arte de Viena
- Martírio de São Lourenço, Museu do Prado, Madrid